# Astico-Brenta
L'Astico-Brenta est une course cycliste italienne disputée autour des rivières d'Astico (it) et de Brenta, dans la province de Vicence (Vénétie). Créée en 1923, elle est habituellement organisée le 8 septembre dans le cadre des festivités locales de Vicence, dédiées à la célébration de la Nativité de Marie.
Cette épreuve fait partie du calendrier national de la Fédération cycliste italienne. Elle est ouverte aux coureurs espoirs et élites.

## Palmarès
| Année | Vainqueur              | Deuxième             | Troisième               |
| ----- | ---------------------- | -------------------- | ----------------------- |
| 1923  | Giovanni Moratto       |                      |                         |
| 1924  | Aleardo Menegazzi      |                      |                         |
| 1925  | Sante Ferrato (it)     |                      |                         |
| 1926  | Marino Bonvicini       |                      |                         |
| 1927  | Alfonso Piccin         |                      |                         |
| 1928  | Tullio Campagnolo      | Aleardo Simoni       | Antonio Andretta (it)   |
| 1929  | Michele Mara           |                      |                         |
| 1930  | Gino Saoncella         |                      |                         |
| 1931  | Antonio Andretta (it)  |                      |                         |
| 1932  | Attilio Zanca          |                      |                         |
| 1933  | Antonio Andretta (it)  |                      |                         |
| 1934  | Battista Cappellotto   | Attilio Morbiato     | Walter Generati         |
| 1935  | Bruno Miglioranza      | Paolo Caprin         | Attilio Sberze          |
| 1936  | Attilio Sberze         |                      |                         |
| 1937  | Gino Remondini         |                      |                         |
| 1938  | Giovanni Brotto        |                      |                         |
| 1939  | Silvio Pedroni         |                      |                         |
| 1940  | Giovanni Brotto        |                      |                         |
| 1941  | Vito Ortelli           |                      |                         |
| 1942  | Remo Rosetti           |                      |                         |
| 1943  | Remo Rosetti           |                      |                         |
| 1944  | pas de course          | pas de course        | pas de course           |
| 1945  | Annibale Brasola       |                      |                         |
| 1946  | Orfeo Falsiroli        |                      |                         |
| 1947  | Selvino Selvatico      |                      |                         |
| 1948  | Adolfo Grosso          |                      |                         |
| 1949  | Giovanni Roma          |                      |                         |
| 1950  | Giovanni Roma          | Luciano Cremonese    |                         |
| 1951  | Renato Barbiero        |                      |                         |
| 1952  | Cleto Maule            | Emilio Tognon        | Mario Piazzon           |
| 1953  | Remo Fornasiero        | Franco Giacchero     | Giovanni Roma           |
| 1954  | Cleto Maule            |                      | Aldo Moser              |
| 1955  | Alfredo Sabbadin       | Bruno Guglielmo      | Rino Bagnara            |
| 1956  | Bruno Costalunga       |                      |                         |
| 1957  | Mamante Mora           |                      |                         |
| 1958  | Renato Giusti          |                      |                         |
| 1959  | Renato Favaro          |                      |                         |
| 1960  | Alberto Zoni           |                      |                         |
| 1961  | Dino Zandegù           |                      |                         |
| 1962  | Albano Negro           |                      |                         |
| 1963  | Bruno Fantinato        |                      |                         |
| 1964  | Lucillo Lievore        |                      |                         |
| 1965  | Guerrino Dean          |                      |                         |
| 1966  | Giovanni De Franceschi |                      |                         |
| 1967  | Romano Tumellero       |                      |                         |
| 1968  | Mario Nicoletti        |                      |                         |
| 1969  | Gino Fochesato         |                      |                         |
| 1970  | Armando Lora           |                      |                         |
| 1971  | Bruno Buffa            |                      |                         |
| 1972  | Osvaldo Castellan (it) |                      |                         |
| 1973  | ?                      | ?                    | ?                       |
| 1974  | Aldo Donadello         |                      |                         |
| 1975  | Aldo Donadello         |                      |                         |
| 1976  | Luciano Loro           |                      |                         |
| 1977  | Fiorenzo Favero        |                      |                         |
| 1978  | Nazzareno Berto        | Francesco Caneva     | Luciano Rui             |
| 1979  | Ennio Salvador         |                      |                         |
| 1980  | Massimo Trombin        |                      |                         |
| 1981  | Massimo Ghirotto       |                      |                         |
| 1982  | Sergio Scremin         |                      |                         |
| 1983  | Diego Dagli Orti       |                      |                         |
| 1984  | Renato Piccolo         |                      |                         |
| 1985  | Stefano Zanatta        |                      |                         |
| 1986  | Giuliano Chiementin    |                      |                         |
| 1987  | pas de course          | pas de course        | pas de course           |
| 1988  | Lucio Gusella          |                      |                         |
| 1989  | Luigi Simion           |                      |                         |
| 1990  | Andrea Ferrigato       |                      |                         |
| 1991  | Flavio Milan           |                      |                         |
| 1992  | Stefano Checchin       |                      |                         |
| 1993  | Alessandro Bertolini   |                      |                         |
| 1994  | Denis Zanette          |                      |                         |
| 1995  | Marco Fincato          |                      |                         |
| 1996  | Marzio Bruseghin       | Walter Foligno       | Giuliano Figueras       |
| 1997  | Raffaele Ferrara       |                      |                         |
| 1998  | Walter Foligno         |                      |                         |
| 1999  | Massimo Cigana (de)    |                      |                         |
| 2000  | Fabiano Ferrari        |                      |                         |
| 2001  | Mirco Lorenzetto       |                      |                         |
| 2002  | Alberto Milani         | Juri Alvisi (it)     | Daniele Masolino        |
| 2003  | Gianluca Geremia       | Alessandro Ballan    | Daniele Colli           |
| 2004  | Jonathan Righetto      | Matteo Bono          | Davide Beccari          |
| 2005  | Maximiliano Richeze    | Cristiano Fumagalli  | Oscar Gatto             |
| 2006  | Edoardo Girardi        | Roberto Richeze      | Enrico Peruffo          |
| 2007  | Mauro Abel Richeze     | Andrea Piechele      | Enrico Peruffo          |
| 2008  | Andrea Piechele        | Martino Marcotto     | Marco Benfatto          |
| 2009  | Leigh Howard           | Tomas Alberio        | Stefano Agostini        |
| 2010  | Andrea Peron           | Rafael Andriato      | Filippo Fortin          |
| 2011  | Enrico Barbin          | Ilnur Zakarin        | Siarhei Papok           |
| 2012  | Roberto Giacobazzi     | Davide Gani          | Andrea Vaccher          |
| 2013  | Fabio Chinello         | Andrea Zordan        | Liam Bertazzo           |
| 2014  | Alberto Cecchin        | Davide Gomirato      | Davide Ballerini        |
| 2015  | pas de course          | pas de course        | pas de course           |
| 2016  | Nicolò Rocchi          | Davide Orrico        | Gian Marco Di Francesco |
| 2017  | Giovanni Carboni       | Filippo Rocchetti    | Seid Lizde              |
| 2018  | Davide Baldaccini      | Riccardo Verza       | Enzo Faloci             |
| 2019  | Filippo Rocchetti      | Andrea Pietrobon     | Riccardo Verza          |
| 2020  | Riccardo Lucca         | Filippo Baroncini    | Francesco Di Felice     |
| 2021  | Riccardo Verza         | Ilia Schegolkov      | Cristian Rocchetta      |
| 2022  | Federico Guzzo         | Riccardo Verza       | Ilia Schegolkov         |
| 2023  | Francesco Galimberti   | Matteo Zurlo         | Giacomo Garavaglia      |
| 2024  | Milan Kuypers          | Domenico Cirlincione | Cesare Chesini          |